# Souza (football)
Pour les articles homonymes, voir Souza.
José Ivanaldo de Souza, plus connu sous le nom de Souza (né le 6 juin 1975 à Itajá dans le Rio Grande do Norte) est un joueur de football international brésilien, qui évoluait au poste de milieu de terrain.

## Biographie

### Carrière en sélection
Avec l'équipe du Brésil, il dispute 3 matchs (pour 1 but inscrit) lors de l'année 1995. Il figure notamment dans le groupe des sélectionnés lors de la Copa América de 1995.
Il participe également à la Gold Cup de 1996 (sans jouer).

## Palmarès
| América-RN - Championnat du Rio Grande do Norte (2) : - Champion : 1991 et 1992. |  | Corinthians - Championnat de São Paulo (2) : - Champion : 1995 et 1997. - Coupe du Brésil (1) : - Vainqueur : 1995. |  | São Paulo - Championnat de São Paulo (2) : - Champion : 1998 et 2000. - Tournoi Rio-São Paulo (1) : - Vainqueur : 2001. |  | Paranaense - Championnat du Brésil (1) : - Champion : 2001. |